# ایموجن کایرنز
ایموجن کایرنز (به انگلیسی: Imogen Cairns) ژیمناست زادهٔ ۲۶ ژانویهٔ ۱۹۸۹ میلادی اهل کشور بریتانیا است.